# Distretto di Nicoadala
Il distretto di Nicoadala è un distretto del Mozambico, facente parte della Provincia di Zambezia.